# Calderonia biplagiata
Calderonia biplagiata är en insektsart som beskrevs av Bolívar, I. 1908. Calderonia biplagiata ingår i släktet Calderonia och familjen gräshoppor. Inga underarter finns listade i Catalogue of Life.